# Krematorium a urnový háj v Bratislavě
Krematorium a urnový háj v Bratislavě je krematorium na Hodonínské ulici 44 v Bratislavě a první krematorium na Slovensku.
Postaveno bylo v letech 1967–68 podle projektu architekta Ferdinanda Milučkého z roku 1962–63. Nachází se na západě Bratislavy, na svazích Malých Karpat v řídkém lese. Staré duby a borovice tvoří kontrast s jeho vodorovnými liniemi, umístěnými nad loukou na kopci.
Krematorium je navrženo v duchu severské moderny, která se podobným způsobem spojovala s přírodou. Celý komplex je navržen s velkým citem pro krajinu a také umístění architektury do ní. Je to kultovní stavba a její hodnoty jsou hlavně duchovní. Patří k nejlepším dílům poválečné architektury na Slovensku.[zdroj?]

## Stavba a areál
Prostředí této architektury vznikalo opačně, než bývá zvykem. Nesázely se stromy kolem novostavby, ale architektura se umístila mezi staré borovice a duby.
V areálu se nachází hlavní stavba, provozní vedlejší stavba a urnový háj, dotvořený plastikami.
Hlavní stavba se skládá ze soustavy bílých vodorovných stěn, které vymezují základní vnitřní prostory, a příčných celozasklených stěn z čirého skla. Skládá se z suterénu (provozní část) a obřadních prostor vyvýšených na terase. Rozprostírá se na kopci nad loukou. V obřadních prostorách se nachází předsíň (čekárna), obřadní místnost rozloučení blízkých příbuzných a hlavní obřadní sál. Z hlavního obřadního sálu je působivý pohled do lesa se starými borovicemi a duby. Z exteriéru (ze zahrady) přechází dřevěná stěna do interiéru (obřadní místnosti), jako znak spojení člověka s přírodou.
Areál dotváří totemová plastika od Vladimíra Kompánka, která se nachází na hlavní louce a je inspirována dřevěnými kříži vesnických hřbitovů a hálkami lidových dřevěnic, které se objevovaly na Slovensku. Nachází se zde i travertinová Uhrova fontána před hlavní sálem, Tóthova socha Smutek v urnovém háji (později odstraněna) a Milučkého pohřebiště významných představitelů.

## Návrh a filozofie
„Vyžaduje se prostředí, které nemá s konvenčním pojetím hřbitova nic společného, prostředí uklidňující, vyvážené, harmonické.“ Slova Ferdinanda Milučkého.
V roce 1962 se začaly tvořit první skici krematoria. Už sám přístup po dlouhém obloukovém chodníku podél hlavní louky s totemem je obřadem příjezdu k místu rozloučení. Hlavní obřadní prostory se nacházejí na terase nad svahem a jakoby jen volně spojené s vodorovnými stěnami. Mezi nimi lze kdykoliv uniknout, jen čiré příčně sklo určuje vnitřní prostor. Zdi z interiéru pronikají přes zasklení daleko do exteriéru a dlažba spojuje interiér s okolím.
V dubnu 2000 byla dokončena rekonstrukce a vyměněna zastaralá technologie.
„To všechno, ztvárněné zákoutí přírody, prostor, architektura, má svou přísnou zákonitost, svou čistotu. Je výrazem nesentimentální pojetí lidského osudu. Je to stále jeviště kultu, které má svůj jasný rituál. Odbočuje z cesty, Zastav a odejdeš.“ Autorem těchto slov je Dominik Tatarka.
„Odešel do lesů. Tak říkali staří Slované, když někdo zemřel. Lesy a smrt, odchod s tohoto života do věčného šumění lesů, rozloučení se zesnulým v přírodě, věčný koloběh života, návrat do něj po smrti.“ Tak začíná svou stať o Milučkého krematoriu jeho někdejší učitel profesor Jan E. Koula.
Už sám přístup po dlouhém obloukovém chodníku, začínajícím u brány a končícím při stavbě hlavní, je část obřadu, symbol-pouť k poslední rozloučení. Truchlící příbuzné přivádí do světa jiných hodnot, vyvede je z koloběhu života a města. I v tom je toto dílo skvostem. Milučký zde poukázal svůj cit pro detail, jehož strohost na sebe neupozorňuje, ale dovoluje se věnovat rozloučení se zemřelými.

## Ceny
- Krematorium získalo Jurkovičovu a státní cenu.
- Toto dílo přispělo k udělení Herderovy ceny za architekturu za rok 2001 architektovi Ferdinandu Milučkému.

## Galerie

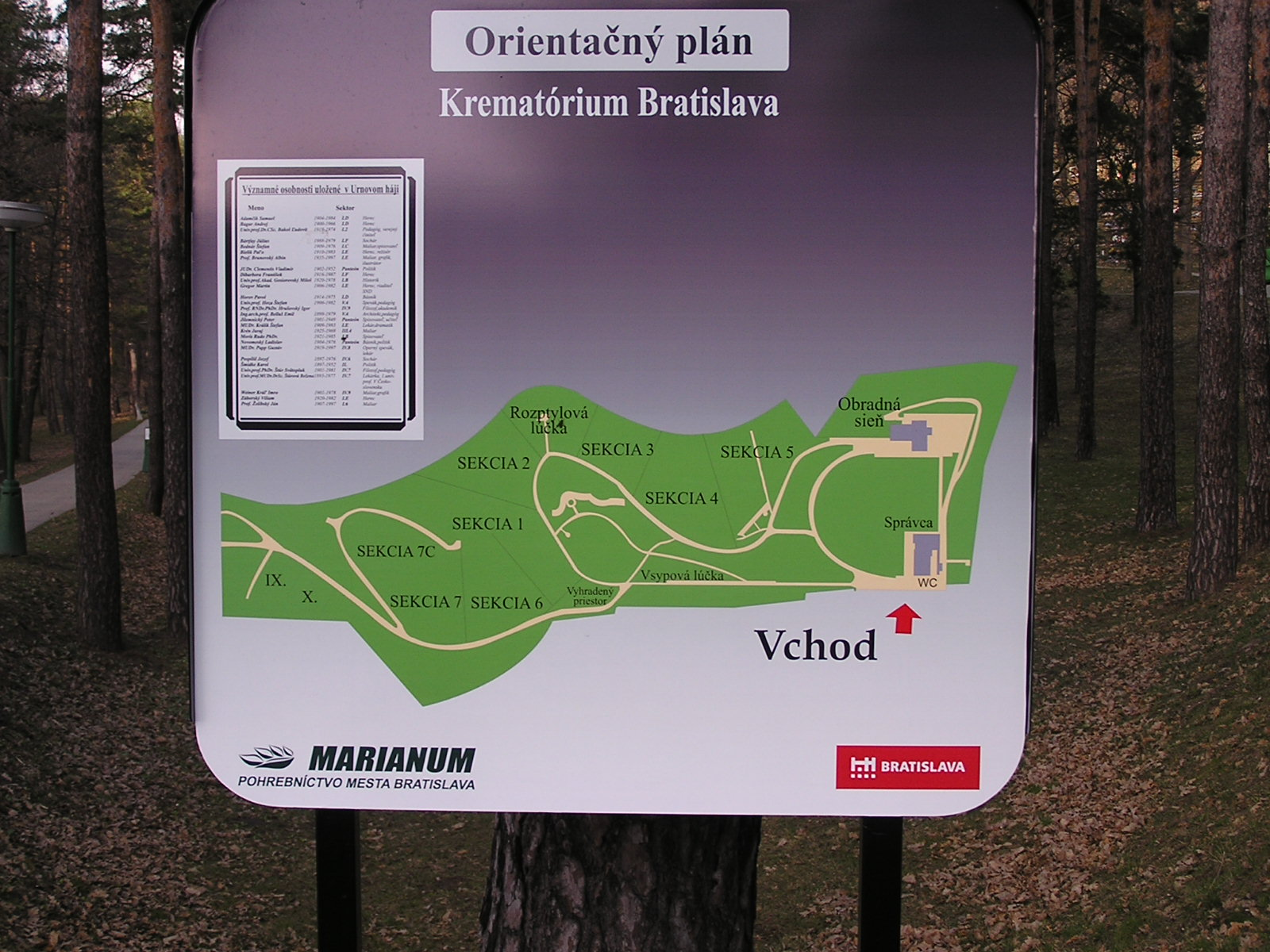
Orientační plán
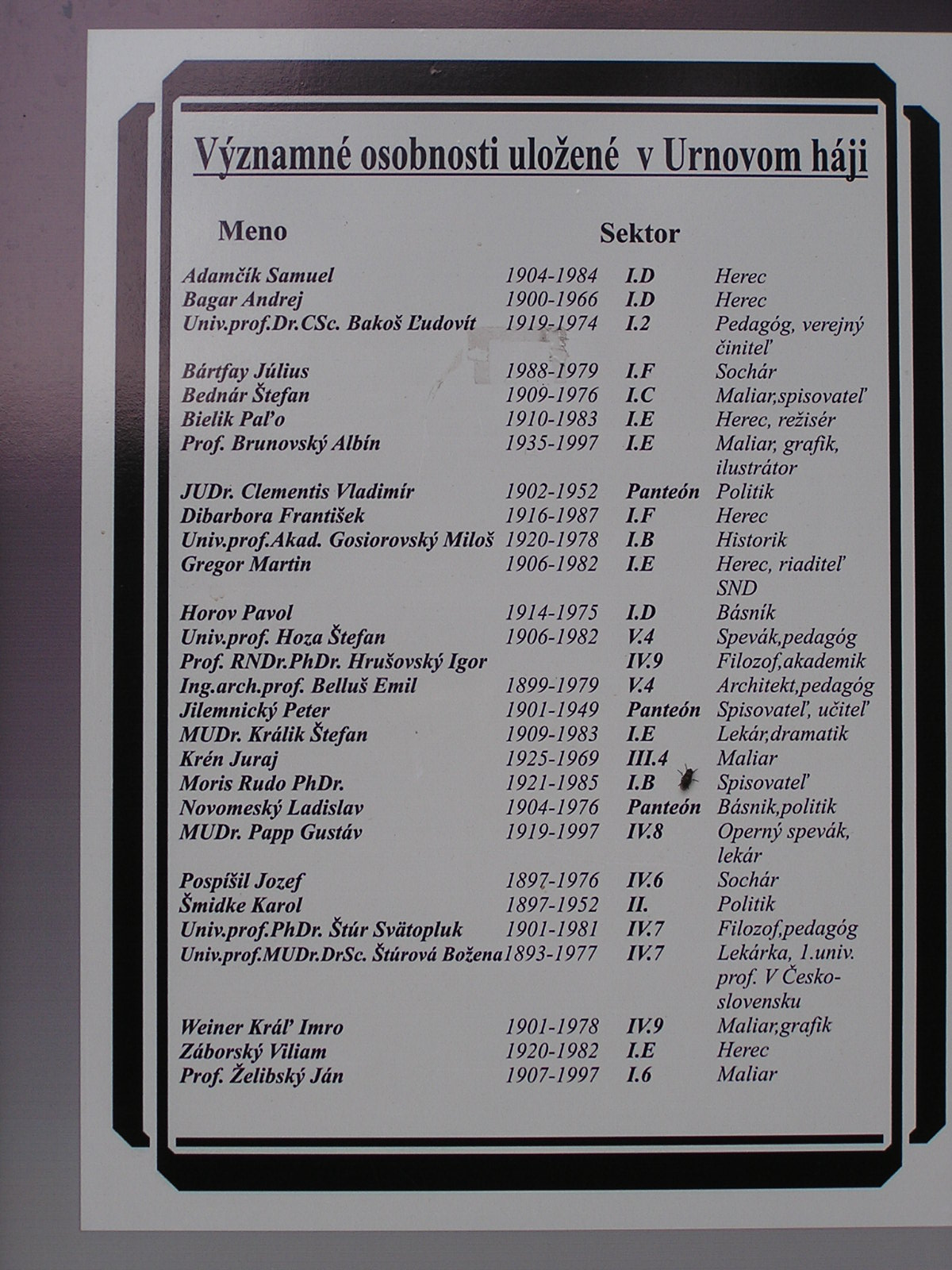
Seznam významných osobností uložených v Urnovém háji